# Katharina Focke

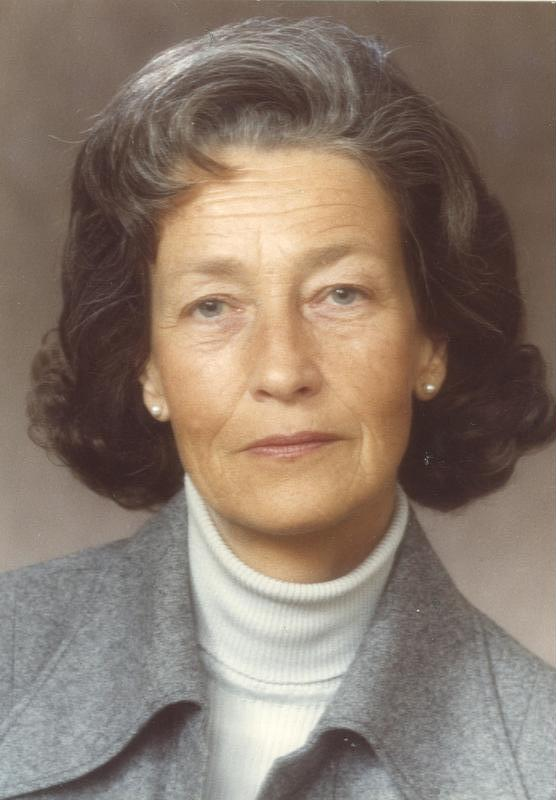
Katharina Focke (1975)

Elsbeth Charlotte Katharina Focke, geborene Friedlaender (* 8. Oktober 1922 in Bonn; † 10. Juli 2016 in Köln), war eine deutsche Politikerin (SPD). Sie war von 1972 bis 1976 Bundesministerin für Jugend, Familie und Gesundheit und von 1979 bis 1989 Mitglied des Europäischen Parlaments.

## Leben
Katharina Focke war die Tochter des Publizisten und Europapolitikers Ernst Friedlaender († 1973) und der promovierten Ärztin Franziska Schulz. Ihr Bruder war der 1927 in Berlin geborene Jurist und Geschäftsführer (unter anderem der William Prym KG) Ernst Friedlaender. Zu ihren Vorfahren zählte sie Martin Luther und Ernst von Saucken.

### Aufenthalt im Ausland & im Exil
Von 1929 bis 1931 lebte Katharina Friedlaender mit ihrer Familie in den Vereinigten Staaten, weil ihr Vater dort einer der  Direktoren von Agfa war. Von 1931 bis 1934 lebten sie in der Schweiz, von 1934 bis 1945 in Liechtenstein, da ihr Vater angesichts der politischen Entwicklung Bedenken hatte nach Deutschland zurückzukehren. Sie bestand die Hochschulreife am Gymnasium Fridericianum (1941?), einer deutschen Auslandsschule in Davos.

### Akademische Ausbildung, Heirat & Tod
Sie absolvierte dann ein Studium der Nationalökonomie und Staatsrecht an der Universität Zürich und ein Lehramtsstudium für Deutsch, Geschichte und Englisch an der Universität Hamburg. Ab 1952 studierte sie Politische Wissenschaft in Oklahoma. Nach ihrer Rückkehr setzte sie ihr Studium der Politikwissenschaft an der Universität Hamburg fort, schloss es dort 1954 ab und wurde im selben Jahr mit einer Dissertation über ein Thema zur europäischen Integration zum Dr. phil. promoviert. Ebenfalls 1954 heiratete sie den promovierten Europapolitiker Ernst Günter Focke, der damals Generalsekretär der Europa-Union Deutschland, des Deutschen Rates der Europäischen Bewegung, war. Er starb 1961. Sie war dann als Redakteurin der Monatshefte Merian und Mitarbeiterin ihres Vaters tätig. Nach dem Tod ihres Mannes war sie von 1961 bis 1969 in Bonn Geschäftsführerin des Bildungswerks Europäische Politik.
Katharina Focke starb an ihrem Wohnort in Köln im Alter von 93 Jahren.

## Abgeordnete

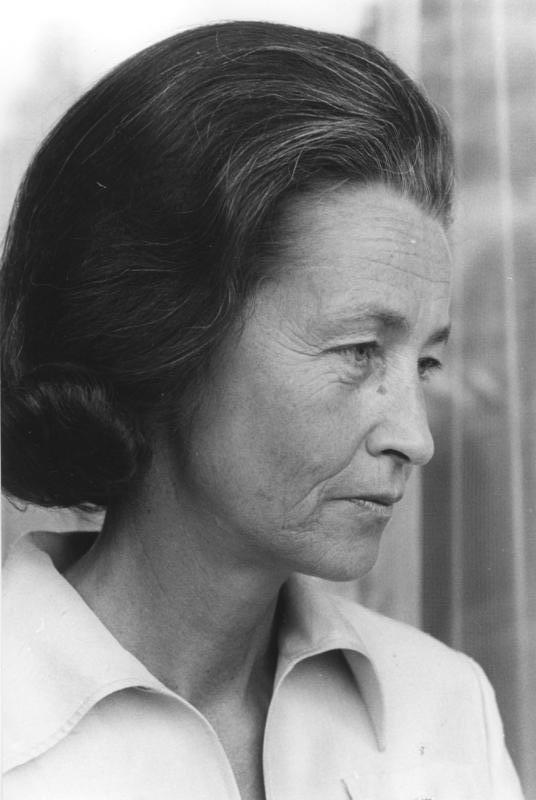
Katharina Focke (1970)

Katharina Focke, die ab 1964 Mitglied der SPD und ab 1966 Mitglied der Gewerkschaft Erziehung und Wissenschaft (GEW) war, gehörte von 1966 bis 1969 dem Landtag von Nordrhein-Westfalen als direkt gewählte Abgeordnete an. Von 1969 bis 1980 war sie Mitglied des Deutschen Bundestages in Bonn. Focke zog stets als direkt gewählte Abgeordnete des Wahlkreises Köln II in den Bundestag ein. Von 1979 bis 1989 war sie Mitglied des Europäischen Parlaments. Hier war sie von 1984 bis 1987 Vorsitzende des Ausschusses für Entwicklung und Zusammenarbeit.

## Öffentliche Ämter
Von 1969 bis 1972 war sie Parlamentarische Staatssekretärin im Bundeskanzleramt. Nach der Bundestagswahl 1972 wurde sie am 15. Dezember 1972 als Bundesministerin für Jugend, Familie und Gesundheit in die von Bundeskanzler Willy Brandt geführte Bundesregierung berufen. Dieses Amt behielt sie zunächst auch unter Bundeskanzler Helmut Schmidt, schied aber nach der Bundestagswahl 1976 am 14. Dezember 1976 aus der Bundesregierung aus.

## Engagement
- Katharina Focke war u. a. Mitglied des Bürgerkomitees Alternative Ehrenbürgerschaft, das in Köln die gleichnamige Auszeichnung vergibt.[7]

## Ehrungen und Auszeichnungen
- Ritter-Großkreuz der Orden von Oranien-Nassau der Niederlande (1971)
- Großes Verdienstkreuz des Verdienstordens der Bundesrepublik Deutschland (1974)
- Großes Verdienstkreuz mit Stern und Schulterband des Verdienstordens der Bundesrepublik Deutschland (1976)
- Verdienstorden des Landes Nordrhein-Westfalen (1993)[8]

Im Bonner Stadtteil Gronau ist außerdem eine Straße nach ihr benannt.

## Veröffentlichungen

### Monographien
- Das Wesen des Übernationalen. Dissertation, Universität Hamburg 1954.
- Europa über den Nationen. Europa Union Verlag, 1962.
- Europäer in Frankreich. Eine Dokumentation integrationsfreundlicher Meinungen und Stellungnahmen in Frankreich. Europa Union Verlag, 1965. (Einleitung und Zusammenstellung).

### Übersetzungen aus dem Englischen
- Maurice Collis: König, Priester und Gott. Montezumas Vision und Schicksal. Hoffmann und Campe, Hamburg 1956 (Originaltitel Cortés and Montezuma).
- Jack Sholomir: Sholomirs abenteuerliche Reise. Hoffmann und Campe, Hamburg 1959 (Originaltitel: Sholomir’s Journey).
- Anthony Powell: Lady Molly’s Menagerie. 1966 (Originaltitel: At Lady Molly’s).